# Abaxisotima furca
Abaxisotima furca är en insektsart som först beskrevs av Andrej Vasiljevitj Gorochov och Kang 2002.  Abaxisotima furca ingår i släktet Abaxisotima och familjen vårtbitare. Inga underarter finns listade i Catalogue of Life.